# Mały, lecz maksymalistyczny Manifest translatologiczny
Mały, lecz maksymalistyczny Manifest translatologiczny albo: Tłumaczenie się z tego, że tłumaczy się wiersze również w celu wytłumaczenia innym tłumaczom, iż dla większości tłumaczeń wierszy nie ma wytłumaczenia – artykuł polskiego poety, tłumacza i teoretyka przekładu Stanisława Barańczaka, ogłoszony w czasopiśmie Teksty Drugie: teoria literatury, krytyka, interpretacja w 1990. Jest on uznawany za klasyczną pozycję polskiej literatury przekładoznawczej.
Manifest został włączony do książki Ocalone w tłumaczeniu, wydanej po raz pierwszy w 1992 i wznawianej. Jest przywoływany przez przekładoznawców. Jednym z postulatów Barańczaka jest konieczność rozpoznania i przekazania w tłumaczeniu tego, co jest najważniejsze, czyli czynnika sensotwórczego. Akcentuje niemożność zachowania w przekładzie wszystkich cech oryginału. Podkreśla też, że tłumaczenie jest interpretacją tekstu. Zamieszcza dwa lakoniczne zakazy: po pierwsze, żeby nie tłumaczyć wiersza na prozę i po drugie, żeby nie tłumaczyć dobrej poezji na złą poezję.
Angielskie tłumaczenie Manifestu autorstwa Antonii Lloyd-Jones ukazało się w 2020 roku.